# أوليفر رويير
أوليفر رويير (بالفرنسية: Olivier Rouyer) (1 ديسمبر 1955 في نانسي) لاعب كرة قدم فرنسي معتزل كان يجيد اللعب في مركز المهاجم .

## المسيرة الرياضية
بدأ رويير مسيرته الرياضية في نادي نانسي سنة 1973 ثم تمت إعارته طوال موسم 1974-1975 إلى نادي تشاومونت وبعدما عاد إلى نادي نانسي ساهم في الفوز ببطولة كأس فرنسا موسم 1977-1978 . في سنة 1981 انتقل إلى نادي ستراسبورغ بعد 3 سنوات انتقل إلى نادي ليون . في سنة 1986 انتقل إلى نادي نيودورف الهاوي ثم إلى نادي ستراسبورغ كي الهاوي وبعدها قرر اعتزال لعب كرة القدم بشكل نهائي في سنة 1990 .
شارك رويير مع منتخب فرنسا في 17 مباراة دولية مسجلا هدفين في الفترة من 1976 إلى 1981 حيث شارك في بطولة كأس العالم لكرة القدم 1978 التي أقيمت في الأرجنتين حيث خرج من الدور الأول على يد منتخبي إيطاليا والأرجنتين . كما شارك في مسابقة كرة القدم بدورة الألعاب الأولمبية الصيفية 1976 في مدينة مونتريال الكندية حيث خسر في الدور الربع النهائي من منتخب ألمانيا الشرقية 0-4 .
بعد الاعتزال اتجه برويير غلى مهنة التدريب حيث قام بتدريب نادي نانسي من 1991 إلى 1994 ثم نادي سيون السويسري سنة 1999 .

## الحياة الشخصية
في 28 أبريل 2003 كتب لاعب كرة قدم الأيرلندي المعتزل توني كاسكارينو في صحيفة تايمز الإنجليزية بأن رويير قرر ترك النادي في سنة 1994 من أجل التحول إلى حياة المثلية الجنسية حيث افتتح حانة للمثليين جنسيا في مدينة نانسي .

## روابط خارجية
- أوليفر رويير على موقع الاتحاد الدولي (مؤرشف)  (الإنجليزية)
- أوليفر رويير على موقع قاعدة بيانات كرة القدم.إي يو (الإنجليزية)
- أوليفر رويير على موقع ليكيب (الفرنسية)
- أوليفر رويير على موقع ناشيونال فوتبول تيمز (الإنجليزية)
- أوليفر رويير على موقع Soccerway.com (الإنجليزية)
- أوليفر رويير على موقع عالم كرة القدم.نت (الإنجليزية)
- أوليفر رويير على موقع اللجنة الأولمبية الدولية (الإنجليزية)
- أوليفر رويير على موقع أوليمبيديا (الإنجليزية)